# مفاهيم تاريخية للعرق

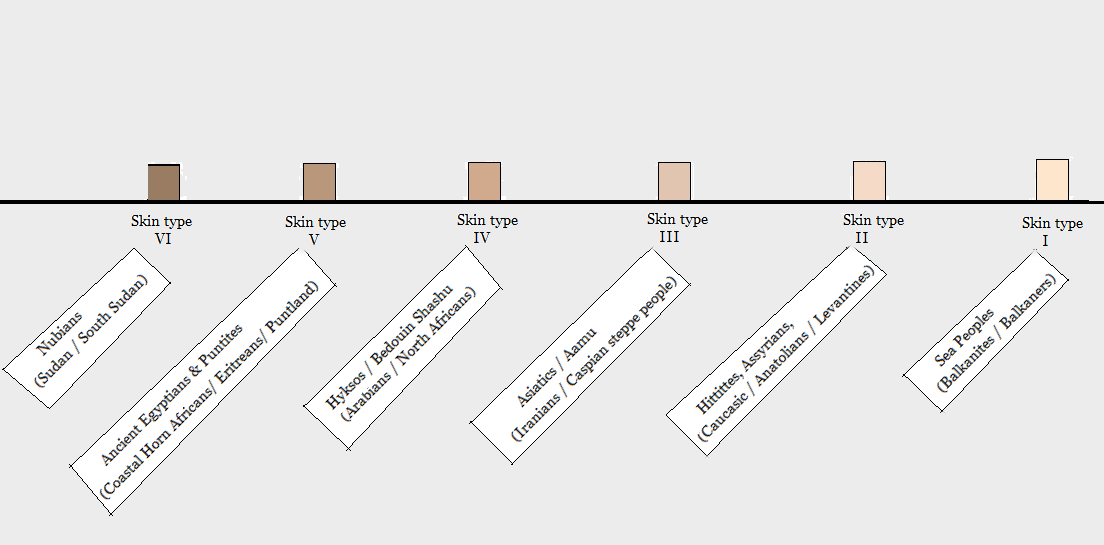
التصبغ في مصر القديمة

لمفهوم العرق، باعتباره يقسم الإنسان الحديث تشريحيًا (الإنسان العاقل) تاريخ طويل ومعقد. تعتبر كلمة العرق بحد ذاتها حديثة، إذ بدأ استخدامها بمعنى «أمة، مجموعة إثنية»، في الفترة ما بين القرنين السادس عشر، والتاسع عشر، واكتسبت معانيها الحديثة في مجال الأنثروبولوجيا الطبيعية ابتداءً من منتصف القرن التاسع عشر. أدى تسييس مجال الدراسة هذا -في ظل مفهوم العنصرية المنتشر في القرن العشرين- إلى انخفاض معدل الدراسات العرقية في الفترة ما بين ثلاثينيات حتى ثمانينيات القرن العشرين، وبلغت ذروتها بسبب التفكيك ما بعد البنيوي للعرق بصفتها بناء اجتماعيًا.

## أصل الكلمة
أُدخلت كلمة «عرق، race» -التي تشير إلى مجموعة معينة من الأشخاص يشتركون بأصل مشترك- إلى اللغة الإنجليزية نحو عام 1580، من كلمة rasse الفرنسية (عام 1512)، التي أتت بدورها من الكلمة الإيطالية razza. تعتبر كلمة genus اللاتينية القديمة والمميزة من ناحية المفهوم مماثلة لكلمة race، وكانت تستخدم للإشارة إلى المجموعة التي تتشارك في الصفات المتعلقة بالولادة أو النسب أو الأصل أو العرق أو السلالة أو العائلة، لكلمة genus أصل واحد مع الكلمات اليونانية التالية «genos» (γένος) بمعنى «العرق أو النوع»، و «gonos» بمعنى «الولادة، النسل، الأصل ...».

## التاريخ المبكر
في العديد من الحضارات القديمة، كان للأفراد الذين يمتلكون مظاهر بدنية متباينة على نطاق واسع أعضاء كاملي العضوية في المجتمع من خلال نشأتهم فيه أو من خلال تبنيهم للمعايير الثقافية له. (سنودن 1983، لويس 1990).
تميل الحضارات الكلاسيكية من روما وحتى الصين، إلى الاستثمار الكبير في الانتماء العائلي أو القبلي أكثر من المظهر الجسدي للفرد (ديكوتر 1992، غولدينبيرغ 2003). ما تزال المجتمعات تميل إلى مساواة الخصائص الجسدية لأفرادها، كلون الشعر والعينين، مع الصفات النفسية والأخلاقية، وعادة ما تعطي أعلى الصفات لأفرادها بينما تعطي المواصفات الأقل قدرًا لـ «الآخر»، أو للطبقات الدنيا أو للغرباء عن المجتمع. على سبيل المثال، يصف أحد المؤرخين -المنتمي لسلالة هان في القرن الثالث في المنطقة التي تسمّى اليوم «الصين»- البرابرةَ بأنهم ذوو شعر أشقر وعيون خضراء ويشبههم بـ «القرود التي ينحدرون منها». كانت الفرضية القائلة بإمكانية عزو الاختلافات الجسدية بين مختلف السكان إلى العوامل البيئية سائدةً في المفاهيم اليونانية والرومانية القديمة حول التنوع البشري. يمكن وصف مفاهيم الشعوب القديمة حول العرق بأنها مرنة، على الرغم من احتمالية ألا تكون هذه الشعوب قد كونت بعد المعرفةَ الكافية بالنظرية التطورية أو بالتباين الجيني. كانت العوامل المناخية والجغرافية من أهم الأسباب البيئية للاختلاف البدني في العصور القديمة. على الرغم من إدراك المفكرين في الحضارات القديمة لاختلافات الخصائص البدنية عند السكان، لكن العوام اعتادوا على وصف كل من هو غير يوناني بـ «البربري». ومع ذلك، لم يكن وسم الأشخاص بالبربرية ثابتًا إذ كان من الممكن إسقاط هذا الوسم عنهم بمجرد تبنيهم للثقافة اليونانية. (غريفز، 2001).

### العصور الكلاسيكية القديمة
آمن أبقراط، مثله مثل الكثير من المفكرين في التاريخ المبكر بأن لعوامل الجغرافيا والمناخ وغيرها من العوامل دور هام في تشكيل المظهر الجسماني للشعوب. إذ كتب: «تتوافق أشكال البشر وتصرفاتهم مع طبيعة البلد». عزا أبقراط الاختلافات الجسمانية والمزاجية عند مختلف الشعوب إلى العوامل البيئية كالمناخ ومصادر المياه والارتفاع عن سطح البحر والتضاريس وغيرها. وأشار إلى أن المناخات المعتدلة تخلق شعوبًا «خاملة»، و «غير كفوءة للعمل»، في حين تخلق المناخات المتطرفة شعوبًا «نشطة»، و «مجدة»، و «حذرة». أشار أبقراط أيضًا إلى أن الشعوب التي تقطن المناطق «الجبلية، والوعرة، والمرتفعة، والغنية بالمياه» تمتلك صفات المغامرة والولع بالحرب، في حين تتسم شعوب المناطق «المستوية، والعاصفة، والغنية بالمياه» بالصفات «الأنثوية» و بـ «اللطافة».

أخذ الإمبراطور الروماني بوليان المرتد قدراتِ الشعوب وصفاتهم في عين الاعتبار عند وضعه لدساتير وقوانين إمبراطوريته: 
«تعال، أخبرني لماذا يتسم السلتيون والألمانيون بالشراسة، في الوقت الذي يميل فيه اليونانيون والرومان، بشكلٍ عام، إلى الحياة السياسية والإنسانيات على الرغم من كونهم مولعين بالحروب وعنيدين بنفس الوقت؟ لماذا يتسم المصريون بالذكاء والمهارة العالية في الحرف اليدوية، فيما يتسم السوريون بحب السلام والمسامحة، لكنهم، وبنفس الوقت، أذكياء ومزاجيون ومغرورون وسريعو التعلم؟ كيف يمكن للشخص الذي لا يمكنه تحديد السبب الكامن وراء الاختلافات بين الأمم، أو يعتبر أنها حدثت بشكل تلقائي، أن يعتقد بأن العناية الإلهية تدير هذا الكون؟».

### العصور الوسطى
خَلطت النماذج الأوروبية لمفهوم العرق في العصور الوسطى بشكل عام الأفكارَ الكلاسيكية مع فكرةِ انحدار البشرية -بأكملها- من سام وحام ويافث، الأبناء الثلاثة لنوح، الذين أنتجوا الشعوب السامية (الآسيوية) والحامية (الأفريقية)، واليافيثية (الهندية الأوروبية) المتباينة. تعود أصول هذه النظرية إلى التلمود البابلي، الذي ينص على أنّ «أحفاد حام ملعونون بالسواد»، ويصوّر هام على أنه رجل شرير، ويصور سلالته على أنها سلالة فاسدة. في القرن التاسع حاول الجاحظ، وهو فيلسوف إسلامي عربي أفريقي، شرح أصول الألوان المختلفة لبشرة البشر، لاسيما البشرة السوداء، التي كان يعتقد بأنها ظهرت بفعل البيئة. أشار الجاحظ إلى منطقة صخرية من البازلت الأسود في شمال منطقة نجد دليلًا على نظريته.
بمعزل عن عمل ابن خلدون، أُثير سؤال السبب وراء لون الجلد وكونه وراثيًا أم من نتاج البيئة في علم الإنسان الأوروبي في القرنين السابع عشر والثامن عشر. ورِث المؤرخ جورجيوس هورنيوس (1660) وجهة النظر اليهودية المتعلقة بالوراثة، في حين ناقش فرانسوا بيرني (1684) التأثيرَ الجزئي للبيئة على لون البشرة. تُرجم عمل ابن خلدون لاحقًا إلى اللغة الفرنسية، بهدف استخدامه في الجزائر بشكل خاص، ولكن في غضون ذلك، حُوّل العمل «من المعرفة المحلية إلى فئات المعرفة الاستعمارية». اقتبس ويليام ديسبورو كولي في كتابه دراسة أرض العرب السوداء وشرحها (عام 1841) من ترجمات أعمال ابن خلدون التي لم تتأثر بالأفكار الاستعمارية الفرنسية، على سبيل المثال، اقتبس كولي عن ابن خلدون، في وصفه للحضارة الأفريقية العظيمة لغانا، (وفقًا لترجمة كولي):
عندما انتهى العرب من غزو الغرب، وبدأ التجار في التغلغل في المناطق الداخلية، رؤوا أمة من السود الغانيين الأقوياء لم يسبق لهم أن رؤوا مثلها من قبل. امتدت مناطق سيطرة الغانيين غربًا حتى المحيط. بقي البلاط الملكي في مدينة غانا، التي كانت، وفقًا للإدريسي، مؤلف خريطة روجر، ووفقًا للبكري، مؤلف كتاب المسالك والممالك، منقسمة إلى قسمين اثنين يقعان على ضفتي نهر النيل، وكانتا تصنفان على أنهما أكبر مدن العالم وأكثرها اكتظاظًا.